# 66 Drive-In
66 Drive-In ist ein denkmalgeschütztes Autokino in Carthage im US-Bundesstaat Missouri. Im Jahre 2003 wurde es ins National Register of Historic Places (NRHP), der offiziellen Kulturdenkmalliste der US-amerikanischen Bundesregierung aufgenommen.

## Geschichte
Das originale Autokino 66 Drive-In  wurde kurz nach der Fertigstellung im September 1949 an der Route 66 am Rande der Stadt Carthage eröffnet. Die Bauarbeiten wurden Anfang September 1949 mit der Fertigstellung der 20 m (66 Fuß) hohen und knapp 19 m (62 Fuß) breiten Stahlkonstruktion und den beiden 15,2 m großen Vorhängen fertiggestellt. Während der Arbeiten, die von einer Baufirma aus Joplin, MO durchgeführt wurden, wurden fast 30 t Stahl verbaut. Des Weiteren wurde die Anordnung der Parkplätze, die zu diesem Zeitpunkt für 500 Autos geplant war, stufenförmig gewählt, um eine bessere Aussicht von jedem Wagen auf die Leinwand zu haben. Für die damit verbundenen Erdarbeiten wurde eine Firma aus Neosho, MO beauftragt. Die Besitzer des Autokinos waren in der Gründungszeit W.D. Bradfield und V.F. Naramore, die beide zu dieser Zeit auch das nahe gelegene Roxy Theater betrieben.
Mit dem 1948 veröffentlichten Musicalfilm Two Guys From Texas mit Jack Carson und Dennis Morgan wurde das Autokino eröffnet. Bereits zu dieser Zeit verfügte das 66 Drive-In über eine Snackbar und WC-Anlagen. Die Öffnungszeiten waren zu dieser Zeit bereits ähnlich eingeteilt, wie sie es heute noch sind. Bei der Premiere im 66 Drive-In kam es zu technischen Schwierigkeiten, da einer der Audioverstärker nicht funktionierte und es auch Probleme mit dem Licht gab, wobei auch einer der Projektoren ausbrannte.

## Das 66 Drive-In heute
Nachdem der Schließung des Autokinos 1974, war es über 20 Jahre lang außer Betrieb und wurde erst wieder im Jahre 1997 eröffnet. Am 2. April 2003 wurde das Autokino in die offizielle Kulturdenkmalliste der US-Regierung, dem National Register of Historic Places, aufgenommen. Damit ist es eines von über 60 in die Liste aufgenommenen Denkmäler im Jasper County. Das 66 Drive-In hat alljährlich von Anfang April bis Mitte September geöffnet und strahlt seine Filme auch bei Regen aus.  